# Souris Super Nintendo
 (septembre 2022).
Si vous disposez d'ouvrages ou d'articles de référence ou si vous connaissez des sites web de qualité traitant du thème abordé ici, merci de compléter l'article en donnant les références utiles à sa vérifiabilité et en les liant à la section « Notes et références ».
Pour les articles homonymes, voir souris (homonymie).
La souris Super Nintendo est un périphérique créé par Nintendo en 1992 pour la console de jeux vidéo Super Nintendo. Originellement créée pour être utilisé avec le jeu Mario Paint, la souris Super Nintendo a été vendue dans une offre groupée avec le jeu pour 59,95 $ aux États-Unis et inclut un tapis de souris en plastique. Juste après son introduction, de nombreux  autres titres sont sortis avec le support de cet accessoire.
Cet accessoire fonctionne de la même manière qu'une souris. Cet objet est plus petit que la plupart des souris d'ordinateur de cette époque et possède un cordon plus court que celui de la manette de la Super Nintendo.

## Liste des jeux compatibles
La souris Super Nintendo était supportée par de nombreux jeux à sa sortie et aussi par l'accessoire Super Game Boy. Voici la liste complète des jeux compatibles avec cet accessoire.
- ACME Animation Factory
- Alice Paint Adventure
- Arkanoid: Doh It Again
- Bishoujo Senshi Sailor Moon S Kondowa Puzzle de Oshioikiyo! (au Japon uniquement)
- Brandish 2: Expert (Au Japon uniquement)
- BreakThru! (au Japon uniquement)
- Civilization
- Cameltry (nommé On The Ball aux États-Unis et en Angleterre)
- Cannon Fodder
- Dai3ji Super Robot Taisen (au Japon uniquement)
- Dai4ji Super Robot Taisen (au Japon uniquement)
- Dōkyūsei 2 (au Japon uniquement)
- Dragon Knight 4 (au Japon uniquement)
- Eye of the Beholder
- Farland Story 2 (au Japon uniquement)
- Fun and Games
- Galaxy Robo (Au Japon uniquement)
- Hiōden: Mamono-tachi tono Chikai (Au Japon uniquement)
- Jurassic Park
- King Arthur's World
- Koutetsu No Kishi (au Japon uniquement)
- Koutetsu No Kishi 2 (Au Japon uniquement)
- Koutetsu No Kishi 3 (au Japon uniquement)
- Lamborghini American Challenge
- Lemmings 2: The Tribes
- Lord Monarch (au Japon uniquement)
- The Lord of the Rings
- Mario and Wario (Au Japon uniquement)
- Mario Paint[1]
- Mario's Super Picross (au Japon uniquement)
- Mario's Early Years: Pre-School
- Mega Lo Mania
- Might and Magic III[2]
- Motoko-chan no Wonder Kitchen (au Japon uniquement)
- Nobunaga's Ambition
- Operation Thunderbolt
- Pieces
- Populous II
- Powermonger
- Revolution X
- San Goku Shi Seishi: Tenbu Spirits (au Japon uniquement)
- Shien's Revenge
- SimAnt
- Snoopy Concert
- Sound Fantasy (non sorti)
- Spellcraft (non sorti)
- Super Caesars Palace
- Super Castles (Au Japon uniquement)
- Super Noah's Ark 3D
- Super Pachi-slot Mahjong
- Super Robot Wars 3
- Super Solitaire
- Terminator 2: The Arcade Game
- Tin Star
- Tokimeki Memorial (Japon uniquement)
- Troddlers
- Utopia: The Creation of a Nation
- Vegas Stakes
- Warrior of Rome III (non sorti)
- Wolfenstein 3D
- Wonder Project J
- Zan 2: Spirits (au Japon uniquement)
- Zan 3: Spirits (au Japon uniquement)